# Pierre Le Gentil
Pierre Le Gentil (1906-1989), medievalista e hispanista francés.
Profesor de la Sorbona, estudió las literaturas medievales española, francesa y portuguesa. 

## Obras
Escribió, además, el primer estudio realmente serio, profundo y sistemático sobre la poesía lírica cancioneril del siglo XV en dos tomos: La Poésie lyrique espagnole et portugaise à la fin du Moyen Âge, I, Les Thèmes et les genres, Rennes, Philon, 1949, y II, Les formes, íd., 1952. 
Otras obras suyas son La littérature française du Moyen Âge Paris: Librairie Armand Colin, 1968; La Chanson de Roland, 1955 y Le virelay et le villancico. Le problème des origines arabes (París 1954).
- Datos: Q2093616